# Karangbaru (Cikarang Utara)
Karangbaru is een bestuurslaag in het regentschap Bekasi van de provincie West-Java, Indonesië. Karangbaru telt 11.215 inwoners (volkstelling 2010).